# Byli sobie odkrywcy
Byli sobie odkrywcy, lub Byli sobie podróżnicy (fr. Il Etait Une Fois... Les Explorateurs, ang. Once Upon a Time... The Explorers, 1996) – serial animowany z cyklu „Było sobie...” produkcji francuskiej wyprodukowany w roku 1996 dla France 3. Nadawany w 26 odcinkach po ok. 25 minut. Jest kontynuacją serii Były sobie odkrycia z 1994 roku. Twórcą filmu jest Albert Barillé. W TVP była nadawana wersja z polskim dubbingiem, w której Mistrzowi głosu użyczył Włodzimierz Press. Serial był wydawany na płytach VCD jako dodatek do gazet, ale pod tytułem Byli sobie podróżnicy i z całkowicie nowym dubbingiem.

## Wersja polska

### Seria TV
Opracowanie wersji polskiej: Telewizyjne Studia Dźwięków w Warszawie

Reżyser:
- Stanisław Pieniak (odc. 6-9, 12-18, 20-22, 24-26),
- Barbara Sołtysik

Tłumaczenie:
- Gabriela Papuzińska (odc. 6-9, 12-18, 20-22, 24-26),
- Anna Gwarek

Dialogi:
- Halina Wodiczko (odc. 6-9, 15-18, 20-22, 24-26),
- Kaja Sikorska (odc. 12-14),
- Bartłomiej Palik

Dźwięk:
- Jakub Milencki (odc. 6),
- Jerzy Rogowiec (odc. 7-9),
- Joanna Fidos (odc. 12-18, 20-22, 24-26)

Montaż:
- Jolanta Nowaczewska (odc. 6, 12-15, 17-18, 20-22, 24-26),
- Elżbieta Joel (odc. 7-9)

Tekst piosenki: Andrzej Brzeski

Opracowanie muzyczne: Eugeniusz Majchrzak

Kierownik produkcji:
- Monika Wojtysiak (odc. 6),
- Ala Siejko (odc. 7-9, 12-18, 20-22, 24-26)

W wersji polskiej udział wzięli:
- Włodzimierz Press – Mistrz
- Jacek Bończyk –
  - Pierre,
  - Vasco da Gama (odc. 7),
  - Matthew Fingers (odc. 20),
  - David Livingstone (odc. 21),
  - Archimedes (odc. 26)
- Cezary Kwieciński –
  - Siłacz,
  - Konus,
- Dariusz Odija –
  - Wredniak,
  - król Jan (odc. 7),
  - przywódca rosyjskiej szlachty (odc. 13)
- Iwona Rulewicz – Pierrete
- Beata Jankowska-Tzimas – Sophie
- Ryszard Olesiński – car Piotr I (odc. 13)
- Jacek Kopczyński – Voltaire (odc. 16)
- Janusz Bukowski – gubernator (odc. 20)
- Mariusz Zalejski – Galileusz (odc. 26)
- Małgorzata Duda
- Anna Seniuk
- Jacek Braciak
- Stanisław Pieniak
- Joanna Jędryka
- Aleksander Gawroński
- Anna Ścigalska
- Beata Łuczak
- Artur Kaczmarski
- Józef Mika

i inni
Lektor: Jacek Bończyk

### Wydanie VCD
Opracowanie wersji polskiej: na zlecenie wydawcy Hippocampus Sp. z o.o. – Master Film

Reżyseria:
- Artur Tyszkiewicz (odc. 1-12),
- Elżbieta Jeżewska (odc. 13-26)

Dialogi: Krystyna Uniechowska-Dembińska

Dźwięk:
- Elżbieta Mikuś (odc. 1-2),
- Aneta Michalczyk-Falana (odc. 3-12),
- Urszula Ziarkiewicz-Kuczyńska (odc. 13-26)

Montaż:
- Jan Graboś (odc. 1-12),
- Paweł Siwiec (odc. 13-26)

Kierownictwo produkcji: Romuald Cieślak

Teksty piosenek: Andrzej Brzeski

Opracowanie muzyczne: Piotr Gogol

Wystąpili:
- Stanisław Brudny – Mistrz
- Grzegorz Drojewski –
  - Młody Pierre,
  - Alonso del Castillo (odc. 12)
- Waldemar Barwiński –
  - Dorosły Pierre,
  - Martin Pinzón (odc. 9)
- Cezary Kwieciński –
  - Siłacz,
  - Francisco Pinzón (odc. 9),
  - Estevanico (odc. 12)
- Janusz Wituch –
  - Konus,
  - Luis Torres (odc. 9),
  - Andreas Dorantes (odc. 12),
  - Indianin ze strzałą w plecach (odc. 12)
- Wojciech Paszkowski –  
  - Wredniak,
  - portugalski żołnierz na statku (odc. 9),
  - kryminalista, członek załogi Pinzónów (odc. 9),
  - Pánfilo de Narváez (odc. 12),
  - Szaman (odc. 12),
  - Indianin ze skrzywieniem twarzy (odc. 12),
  - Konkwistador (odc. 12)
- Joanna Budniok-Feliks – Pierrete
- Aleksandra Rojewska – Sophie
- Włodzimierz Press –
  - starszy Fenicjanin (odc. 1),
  - Arystoteles (odc. 2),
  - przywódca Mongołów (odc. 4),
  - starszy podróżnik (odc. 5),
  - chiński filozof (odc. 6),
  - filozof (odc. 9-11),
  - Cabeza de Vaca (odc. 12)
- Łukasz Lewandowski –
  - Aleksander Wielki (odc. 2),
  - Dżyngis-chan (odc. 4),
  - tłumacz (odc. 5)
- Jarosław Domin –
  - Krzysztof Kolumb (odc. 9-10),
  - Indianin wskazujący drogę (odc. 12)
- Andrzej Gawroński –
  - portugalski żołnierz w twierdzy (odc. 9),
  - Filozof (odc. 9),
  - mieszkaniec miasta Palos (odc. 9),
  - marynarz (odc. 9),
  - marynarz sprzedający szczury (odc. 9),
  - wysłannik króla ogłaszający wzięcie ziem Ameryki w posiadanie Hiszpanii (odc. 9),
  - Indianin (odc. 12)
- Mirosław Wieprzewski –
  - portugalski żeglarz na bocianim gnieździe (odc. 9),
  - zakonnik w Watykanie (odc. 9),
  - mieszkaniec miasta Palos (odc. 9),
  - Indianin z bólem głowy (odc. 12)
- Paweł Szczesny  –
  - rybak (odc. 9),
  - biskup (odc. 9),
  - marynarz (odc. 9),
  - Indianin (odc. 12),
  - Indianin ze zwichniętym ramieniem (odc. 12)
- Anna Apostolakis – królowa Izabela I Katolicka (odc. 9)
- Agata Gawrońska-Bauman – mieszkanka miasta Palos (odc. 9)
- Mieczysław Morański – cieśla (odc. 12)
- Zbigniew Konopka – Indianin (odc. 12)
- Beata Wyrąbkiewicz
- Andrzej Arciszewski
- Wojciech Machnicki
- Dariusz Odija
- Zofia Gładyszewska
- Cezary Morawski
- Andrzej Blumenfeld
- Mirosław Guzowski
- Andrzej Chudy
- Marek Bocianiak
- Marcin Hycnar
- Tomasz Błasiak
- Joanna Pach
- Andrzej Mastalerz
- Adam Bauman
- Maciej Szary
- Tadeusz Borowski
- Leszek Zduń
- Krzysztof Szczerbiński
- Wojciech Chorąży

i inni
Śpiewała: Katarzyna Łaska
Lektor: Paweł Bukrewicz

## Spis odcinków
| N/o | Polski tytuł w TVP Polski tytuł na VCD                                                                  | Francuski tytuł                                     |
| --- | --- | --------------------------------------------------- |
|     | |                                                     |
| 01  | Pierwsi żeglarze Pierwsi żeglarze – władcy Morza Śródziemnego                                           | Les premiers navigateurs                            |
|     | |                                                     |
| 02  | Aleksander Wielki Podboje Aleksandra Wielkiego                                                          | Alexandre le Grand                                  |
|     | |                                                     |
| 03  | Eryk Rudy i odkrycie Ameryki Wikingowie – niezwykli żeglarze                                            | Eric le Rouge et la découverte de l’Amérique        |
|     | |                                                     |
| 04  | Dżyngis – chan Jak powstało potężne imperium Dżyngis-chana                                              | Gengis Khan                                         |
|     | |                                                     |
| 05  | Ibn Battuta wędrujący śladami Marco Polo Śladami Marco Polo                                             | Ibn Battuta (sur les traces de Marco Polo)          |
|     | |                                                     |
| 06  | Olbrzymie dżonki Jak powstała chińska flota                                                             | Les Grandes Jonques                                 |
|     | |                                                     |
| 07  | Vasco da Gama Vasco da Gama – w drodze do Indii                                                         | Vasco de Gama                                       |
|     | |                                                     |
| 08  | Taxisowie – narodziny poczty w Europie Jak powstała poczta                                              | Les taxis et la première poste                      |
|     | |                                                     |
| 09  | Bracia Pinzonowie Tajemnice podróży Krzysztofa Kolumba                                                  | Les Pinzon (ou la face cachée de Christophe Colomb) |
|     | |                                                     |
| 10  | Amerigo Vespucci w Nowym Świecie Amerigo Vespucci – odkrywca nowego świata                              | Amerigo Vespucci et le Nouveau Monde                |
|     | |                                                     |
| 11  | Ferdynand Magellan – pierwsza podróż dookoła świata Magellan i El Cano – pierwsza podróż dookoła świata | Magellan (et Del Cano) – Le premier tour du monde   |
|     | |                                                     |
| 12  | Álvar Núñez Cabeza de Vaca Cabeza de Vaca – życie wśród Indian                                          | Cabeza de Vaca                                      |
|     | |                                                     |
| 13  | Vitus Bering                                                                                            | Béring                                              |
|     | |                                                     |
| 14  | Bougainville na Pacyfiku Bougainville i Pacyfik                                                         | Bougainville et le Pacifique                        |
|     | |                                                     |
| 15  | Bruce u źródła Nilu Bruce i źródła Nilu                                                                 | Bruce et les sources du Nil                         |
|     | |                                                     |
| 16  | Karol Maria de La Condamine                                                                             | La Condamine                                        |
|     | |                                                     |
| 17  | James Cook                                                                                              | James Cook                                          |
|     | |                                                     |
| 18  | Humboldt                                                                                                | Humboldt                                            |
|     | |                                                     |
| 19  | Lewis i Clark                                                                                           | Lewis & Clark                                       |
|     | |                                                     |
| 20  | Stuart, Burke i Australia Stuart i Burke                                                                | Stuart & Burke et l’Australie                       |
|     | |                                                     |
| 21  | Stanley i Livingstone                                                                                   | Stanley & Livingstone                               |
|     | |                                                     |
| 22  | Roald Amundsen i biegun południowy Roald Amundsen                                                       | Roald Amundsen et le Pôle Sud                       |
|     | |                                                     |
| 23  | Alexandra David-Néel i Tybet Alexandra David-Néel                                                       | Alexandra David-Néel et le Tibet                    |
|     | |                                                     |
| 24  | Od szczytów do głębin Piccard                                                                           | Piccard : des sommets aux Abysses                   |
|     | |                                                     |
| 25  | Ku szczytom gór                                                                                         | Vers les cimes                                      |
|     | |                                                     |
| 26  | W stronę gwiazd                                                                                         | Vers les étoiles                                    |
|     | |                                                     |